# Пикардијска терца
Пикардијска терца је хармонијска фигура коришћена у европској класичној музици. Сама фигура се односи на завршавање неке музичке фразе дурским акордом над тоником, иако је она писана у молу. Ово се постиже повишавањем горње медијанте (трећег тона лествице) за један полустепен.
Могући разлог настанка идеје пикардијске терце лежи у начину на који су се штимовали музички инструменти у прошлости. Тада је велика терца штимована да звучи као мала, а овај поступак је поникао у француској провинцији Пикардија. Молска каденца са пикардијском терцом на крају изазива у слушаоцу осећај горко-слатке слутње. 
Звучни пример каденце са пикардијском терцомⓘ
После проналаска равномерног штимовања, традиција употребе пикардијске терце је престала, а поново се јавила у доба Романтизма. Волфганг Амадеус Моцарт ју је употребио у 40. симфонији у г-молу и неким другим делима.